# Cioma Schönhaus
 (mai 2024).
Samson « Cioma » Schönhaus, né le 28 septembre 1922 à Berlin et mort le 22 septembre 2015 à Biel-Benken, dans le canton suisse de Bâle-Campagne, est un graphiste, faussaire et écrivain allemand naturalisé suisse.
Recherché  à Berlin comme juif par la Gestapo, il parvient à lui échapper en 1943 en falsifiant son passeport.

## Biographie

### Jeunesse et formation
Les parents de Cioma Schönhaus, Boris (Beer) Schönhaus et Fanja (Feiga) Bermann, juifs russes, sont venus de Minsk à Berlin en 1920 après que le père a déserté l'Armée rouge. Boris Schönhaus suit à Berlin une formation de chimiste. Cioma Schönhaus a d'abord grandi dans le quartier du Scheunenviertel à Berlin. De 1926 à 1927, la famille séjourne près de Haïfa, alors en Palestine mandataire, puis retourne à Berlin.
En 1929, le père de Cioma Schönhaus fonde une fabrique d'eau minérale. L'entreprise est prospère jusqu'à ce qu'elle doive fermer ses portes en 1938, comme c'est le cas de toutes les sociétés juives, leur licence d'exploitation leur ayant été retirée.
En 1940, Cioma Schönhaus s'inscrit à une Kunstgewerbeschule (école d'arts appliqués) dont il suit les cours durant une année. Mais à partir de 1941, il est obligé de travailler, entre autres, dans une usine d'armement.

### Sa vie à Berlin durant la Seconde Guerre mondiale
En juin 1942, il échappe à la déportation grâce au poste de travail qu'il occupe dans l'armement, tandis que son père est envoyé au centre d'extermination de Majdanek et sa mère à celui de Sobibor. Peu de temps après, il se cache à Berlin où il vit dans l'illégalité. Schönhaus falsifie des passeports pour d'autres Juifs vivant dans la clandestinité en échangeant des photos de vrais passeports qui auraient été perdus. Il crée notamment un passeport pour l'historien Ernst Ludwig Ehrlich (de). Il travaille également avec des membres de l'Église confessante (dont Kurt Müller (de)). En échange des faux passeports, il reçoit d'un groupe d'assistants dirigé par l'avocat Franz Kaufmann des cartes de rationnement dont certaines sont vendues pour qu'il puisse se construire une existence légale fictive. Pour cela, il a utilisé les noms de « Günther Rogoff », « Peter Schönhausen » et « Peter Petrow ».

### La fuite de l'Allemagne nazie
Lorsque la Gestapo se lance à sa recherche en 1943, Schönhaus ose fuir Berlin. Déguisé en soldat de la Wehrmacht en congé dans ses foyers et équipé d'un passeport militaire qu'il a lui-même fabriqué, il traverse l'Allemagne à vélo jusqu'à la frontière suisse, qu'il réussit à franchir près d'Öhningen.
Le théologien Karl Barth lui ayant accordé une bourse d'études, il poursuit sa formation de graphiste à l'école des arts et métiers de Bâle et exerce ensuite cette profession.

### Famille
Cioma Schönhaus a eu quatre enfants, dont deux garçons, Sascha et David, fondateurs en 1993 de la formation klezmer à répertoire séfarade « Bait Jaffe » (prononcé bet yafé), dans laquelle Sascha Schönhaus joue du saxophone et de la clarinette soprano en ut et David Schönhaus de la contrebasse. Le nom de cet ensemble possède en hébreu et en yiddish la même signification que le patronyme de ses deux fondateurs en allemand (Schönes Haus, « belle maison »).

### Dernières années
Cioma Schönhaus meurt le 22 septembre 2015, quelques jours avant son 93e anniversaire.

## Publications
- (de) Der Passfälscher : Die unglaubliche Geschichte eines jungen Grafikers, der im Untergrund gegen die Nazis kämpfte, Francfort-sur-le-Main, Scherz Verlag, 2004 (ISBN 3-502-15688-3) - (Le faussaire ou l'incroyable histoire d'un jeune graphiste qui luttait clandestinement contre les Nazis), ouvrage autobiographique
- ouvrage traduit en anglais en 2007 et publié en 2008 : (en) The Forger : An Extraordinary Story of Survival in Wartime Berlin  (trad. de l'allemand par Alan Bance), London, Granta Books, 2008, 240 p. (ISBN 978-1-86207-987-8, lire en ligne)
- (de) Der Passfälscher im Paradies : Das Ende einer unglaublichen Odyssee, Frauenfeld, Huber, 2010, 127 p. (ISBN 3719315584 et 978-3-7193-1558-0, présentation en ligne) - (Le faussaire au paradis. La fin d'une incroyable odyssée), ouvrage autobiographique

## Postérité au cinéma

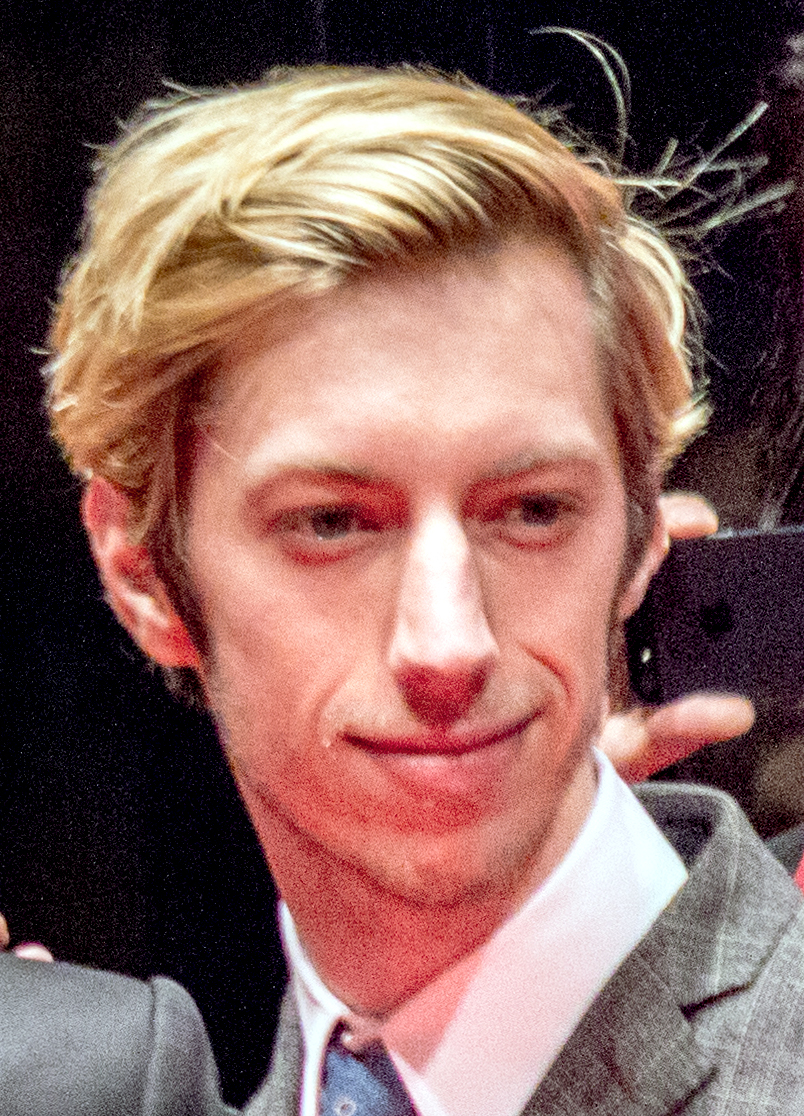
Maximilian Mauff en 2015.

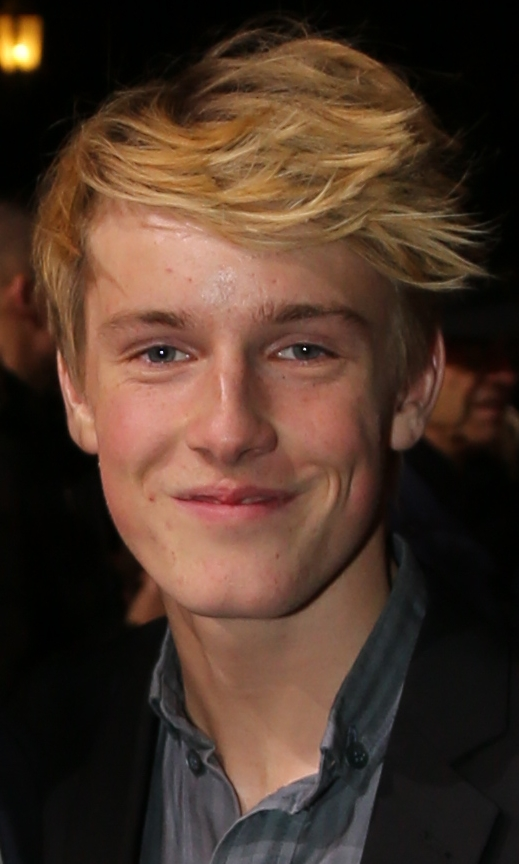
Louis Hofmann en 2015.

- Le film Die Unsichtbaren – Wir wollen leben (Les Invisibles – Nous voulons vivre) (de) de 2017, montre des extraits d'interviews de Schönhaus. Son personnage, à l'époque de sa jeunesse, est interprété par Maximilian Mauff.
- Le téléfilm Le Faussaire (de) de 2022 est également consacré à sa vie. Schönhaus y est interprété par Louis Hofmann.
- Dans le film Stella, une vie allemande, consacré à Stella Goldschlag, Schönhaus est joué dans un second rôle par Joshua Seelenbinder (de).